# San Bernardino Verbano
San Bernardino Verbano är en kommun i provinsen Verbano Cusio Ossola i regionen Piemonte i Italien. Kommunen hade 1 318 invånare (2018).